# سروناز قدری
سروناز قدری (عربی مصری: صارفيناز قدری؛ زادهٔ ۲۶ نوامبر ۱۹۵۳) که بیشتر با نام پوسی (عربی مصری: پوسى) شناخته می‌شود، یک هنرپیشه و بازیگر سینما اهل مصر است. او خواهر کوچک نورا قدری بازیگر مصری است.
او در سال ۱۹۷۲ با نور الشریف، بازیگر مصری ازدواج کرد که در سال ۲۰۰۶ از هم جدا شدند و دوباره در سال ۲۰۱۵ ازدواج کردند.